# Unknown/アンノウン
『unknown/アンノウン』（原題：Unknown）は、2006年公開のアメリカ映画。ジム・カヴィーゼル主演。

## ストーリー
目覚めると、閉ざされた工場。監禁された男たち5人がいて、全員が記憶を失っている。この中の誰かが誘拐犯で、誰かが人質。全員が疑心暗鬼の中、段々と記憶をよみがえらせていく。

## キャスト
※括弧内は日本語吹替
- ジャケットの男 - ジム・カヴィーゼル（東地宏樹）
- シャツの男 - バリー・ペッパー（藤原啓治）
- 鼻の折れた男 - グレッグ・キニア（牛山茂）
- 縛られている男 - ジョー・パントリアーノ（江原正士）
- 手錠の男 - ジェレミー・シスト
- エリザ・コールズ - ブリジット・モイナハン（岡寛恵）
- スネークスキン - ピーター・ストーメア（谷口節）
- ジェームズ・カーティス刑事 - クリス・マルケイ
- アンダーソン刑事 - クレイン・クロフォード（土田大）
- マクガヒー刑事 - ケヴィン・チャップマン